# Trypoxylon ussuriense
Trypoxylon ussuriense (лат.) — вид песочных ос из подсемейства Crabroninae (триба Trypoxylini).

## Распространение
Дальний Восток: Приморский край, Корея.

## Описание
Длина 12—14 мм. осы со стройным телом и с удлинённым брюшком. Основная окраска чёрного цвета. Среднеспинка полуматовая. Переднее крыло с 1 радиомедиальной и 1 дискоидальной ячейками. Гнёзда в готовых полостях (стеблях, ходах ксилофагов, галлах, гнёздах одиночных ос или пчёл). Предположительно, как и другие виды рода ловят тлей и пауков.